# Dolina Bielej vody (národní přírodní rezervace)
Dolina Bielej vody je národní přírodní rezervace v Tatranském národním parku na Slovensku. Jedná se o údolí Kežmarské Biele vody západně od Cesty svobody jež zahrnuje stejnojmennou dolinu s výjimkou severní části Predných Meďodolů.

## Poloha
Nachází se východně od hlavního hřebene Vysokých Tater a jižně od hřebene Belianských Tater. Na jihu ji ohraničuje hřeben Lomnického a Kežmarského štítu. Na východě dosahuje až k silnici 2. třídy II/537 mezi Tatranskými Matliary a Kežmarskými Žľaby. Nachází se v katastrálním území Tatranská Lomnica města Vysoké Tatry a obce Tatranská Javorina v okrese Poprad v Prešovském kraji.

## Vyhlášení
Území bylo vyhlášeno v roce 1991 Slovenskou komisí pro životní prostředí na rozloze 1661,11 ha. Zároveň byl zaveden 5. stupeň ochrany. Ochranné pásmo nebylo stanoveno.